# Arthur Drewry
Arthur Drewry (Anglia, 1891. március 3. – 1961. március 25.) sporttisztviselő, a FIFA (Nemzetközi Labdarúgó-szövetség) elnöke.

## Sportvezetőként
1955-től 1961-ig az Angol labdarúgó-szövetség és a Football League (FA) elnöke volt. 1946-ban támogatta Jules Rimet erőfeszítéseit, hogy a brit labdarúgó-szövetségeket visszahívják a FIFA-ba. A Nemzetközi Labdarúgó-szövetségnél a belga Rodolphe William Seeldrayers elnököt váltva, 1955-től előbb megbízottként, majd 1956 júniusától saját jogon 1961-ig töltötte be az elnöki posztot.